# 锥吻古鳄
锥吻古鳄（Paleosuchus trigonatus）亦称施耐德滑额古鳄，原产于南美洲亚马孙盆地和奥里诺科盆地，属短吻鳄科，是该科中第二小的鳄鱼，而最小的是同样产自于南美洲的钝吻古鳄。成年锥吻古鳄通常体长1.2至1.6米左右，重9至20公斤之间。体型较大的雄性体长可至2.3米，体重可达36公斤。

## 词源
1801年德国古典学家和博物学家施耐德首次命名了这种鳄鱼。古鳄属（Paleosuchus）这个名称来源于希腊语palaios和soukhos，分别意为“古代”和“鳄鱼”。而锥吻古鳄学名中的trigonatus源自希腊语trigonos和拉丁语atus，分别意为“三角”和“提供”，其指的是头部的三角形。

## 外形
锥吻古鳄的头部外观与眼镜凯门鳄相似，但眼睛之间没有骨脊或如同眼睛架般的横骨。颈背和尾部上的鳞片较大且锋利，呈三角形。背部和腹部都有高度骨化的鳞甲。尾巴基部较宽，背腹扁平，这一特征与大多数鳄鱼的横向扁平状的尾巴形成对比。尾部上的骨鳞有侧向突起，且尾巴的皮甲结实而不灵活。皮肤外表呈深灰褐色，眼睛呈棕色。雄性体长约1.7至2.3米，已有的最大标本长为2.6米；雌性体长通常不超过1.4米。体型强壮，倾向于昂首挺胸，脖子向上倾斜。

## 分布
锥吻古鳄原产于南美洲的亚马逊和奥里诺科盆地，分布于玻利维亚、巴西、哥伦比亚、厄瓜多尔、法属圭亚那、圭亚那、秘鲁、苏里南和委内瑞拉等地。它们栖息在森林小溪中，有时水不够深不能完全淹没自己。它们很少出现在空旷的区域，也不常晒太阳，即使是圈养的个体也是如此。

## 习性

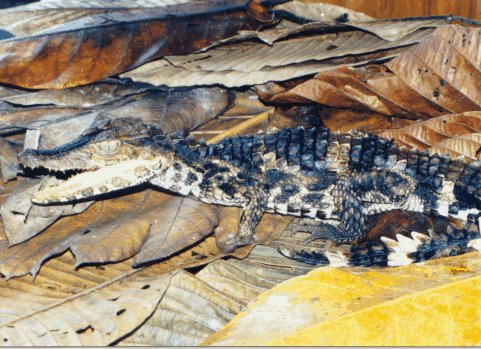
幼年锥吻古鳄

成年锥吻古鳄习性隐蔽，白天很少能被观察到。它们隐藏在水下洞穴中，大部分时间都在距离水面100米的地方，或者隐藏在茂密的灌木丛、中空树干里，以及倒下的树中。 雄性具有领地意识，雌性的活动范围较小。 成年鳄鱼为半陆栖动物，主要以豪猪、无尾刺豚鼠、蛇、鸟类、蜥蜴以及少量鱼类或软体动物为食，而幼年鳄鱼主要以昆虫和其他节肢动物为食。 在出生后的几周内，随着自身的成长，它们会逐渐捕食更大的动物，例如小鱼、鸟类和爬行动物等。 美洲豹等大型食肉动物有时会捕食这种鳄鱼，幼年个体死亡率很高，但成年死亡率很低。
雌性约11岁时成熟并开始繁殖，而雄性则需要到20岁。 雌性在旱季结束时用落叶和土壤建造一个大型的土堆巢穴，或者使用先前已有的巢穴。雌性个体每窝产下10至15枚卵，并用筑巢材料遮盖它们。腐烂的植被会产生热量，而巢穴良好的隔热性能有助于保留这些热量。巢穴通常建在白蚁丘的侧面，白蚁代谢产生的热量可将巢穴保持在接近恒定的温度。卵需要保持在31至32°C的温度才能孵化出雄性个体。 卵的孵化期约有115天，雌性鳄鱼会在产卵后的一段时间内留在巢穴附近，以防止卵被捕食者偷食。在孵化过程中，一些植物的根部可能会穿过巢穴生长，白蚁丘中的土壤也可能会将卵粘在一起，因此当卵孵化时，幼体可能需要在成年鳄鱼的帮助才能离开巢室。雌性鳄鱼将幼体转运至它的“育苗区”后，会与它们相处几周，然后便会离去。雌性可能会隔一年才能再次繁殖。

## 现状
锥吻古鳄的皮肤上含有许多骨甲，使得它的皮革用途不大，因而未曾被广泛捕杀。然而，它们在圭亚那等地会被用于宠物贸易。该物种面临的主要威胁是金矿开采活动对其森林栖息地的破坏和环境的污染。据估计，超过一百万个体仍然生活在野外。该物种被国际自然保护联盟评为无危物种，列入CITES附录II，旨在通过限制国际贸易防止影响存续的物种。